# Monasterio de Santa María de El Paular
El Real Monasterio de Santa María de El Paular es un monasterio situado en el municipio español de Rascafría, en la vertiente madrileña de la sierra de Guadarrama, en el valle del Lozoya, Parque Nacional de la Sierra de Guadarrama. El conjunto monumental del monasterio está declarado como Bien de Interés Cultural con categoría de Monumento desde 1876, es de titularidad estatal y adscrito al Ministerio de Educación Cultura y Deporte. Fue, desde su fundación en 1390 y hasta 1835, un monasterio cartujo. En 1954 empezó a operar como priorato benedictino. 
Se supone que su topónimo deriva de la presencia abundante de álamos blancos (Populus alba) o pobos en esta zona cercana a las riberas del río Lozoya. Una alameda, pobeda o pobolar se ubicaría aquí. 

## Construcción

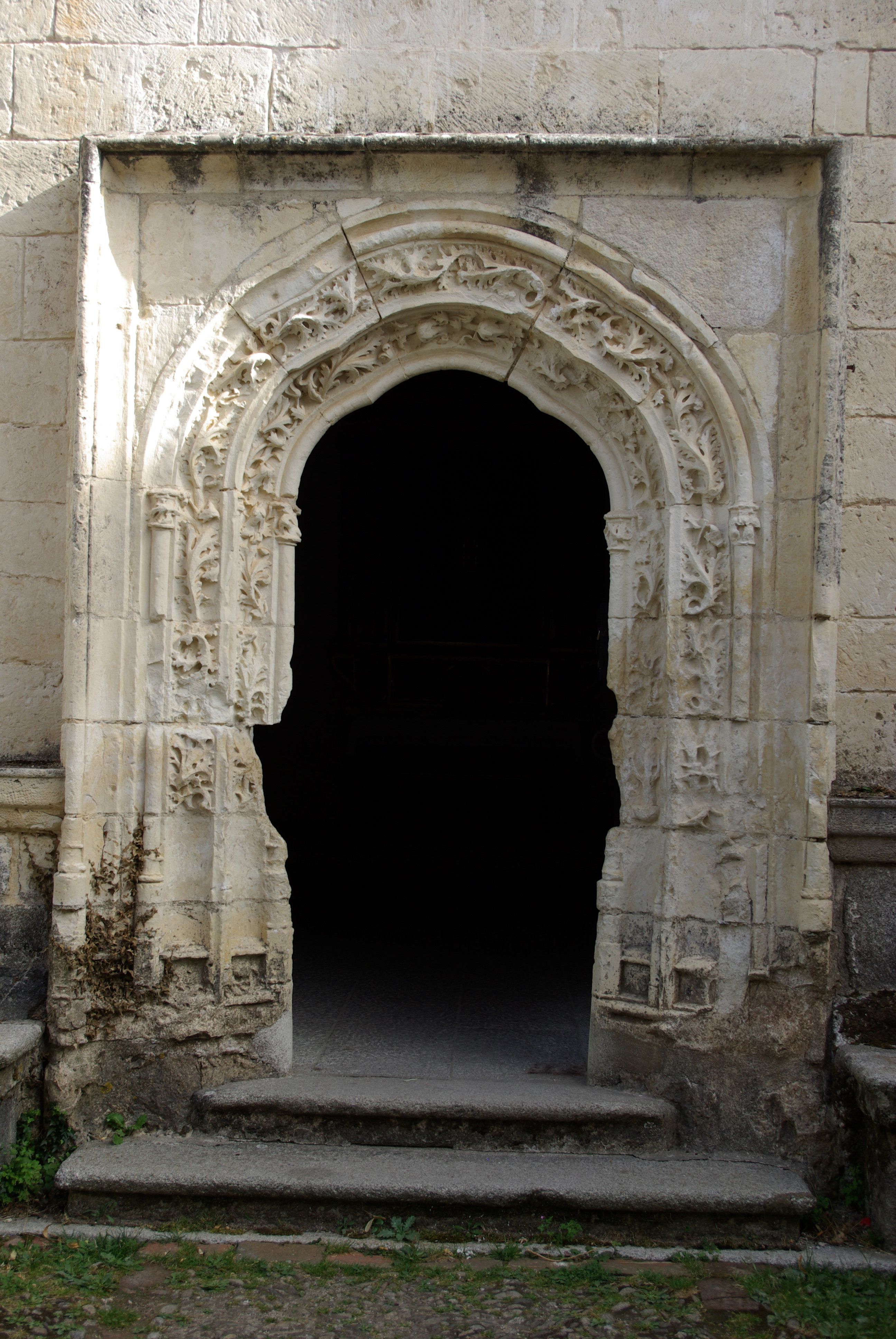
Puerta.

Por orden de Enrique II de Castilla las obras de construcción del cenobio cartujo dieron comienzo en 1390 y se prolongaron durante varios siglos. Fue la primera fundación de la orden de San Bruno en Castilla. La ubicación fue elegida por el monarca y, según cuenta la tradición, decidió que el monasterio fuese de la orden cartuja debido a que, durante la guerra en Francia, su ejército había incendiado un monasterio de la misma orden. Enrique II se ocupó de señalar a su hijo, que reinaría como Juan I de Castilla, el lugar exacto de la construcción, junto a una ermita que se conocía como Santa María de El Paular. Esta ermita aún sobrevive hoy, aunque rebautizada como capilla de Nuestra Señora de Montserrat.
El proyecto contaba con tres edificios: el monasterio, la iglesia y un palacio para uso y disfrute de los reyes. En sus inicios se dieron cita diferentes maestros y arquitectos como Rodrigo Alfonso, que intervino también en la catedral de Toledo, el morisco Abderramán, a quien se debe el refectorio gótico-mudéjar y Juan Guas, responsable del atrio y la portada de la iglesia y del claustro de los monjes, que cuenta con un templete octogonal muy característico que alberga en su interior una fuente. Un siglo después, a finales del siglo XV, Juan y Rodrigo Gil de Hontañón trabajaron en El Paular. La portada de acceso al patio del Ave María en el palacio se debe a Rodrigo Gil de Hontañón.
La iglesia tomó forma final durante el reinado de Isabel la Católica (1475-1504) y es la parte más sobresaliente de todo el conjunto. La reja que separa los fieles de los monjes fue realizada por el monje cartujo Francisco de Salamanca y es una obra maestra en su género. La sillería del coro, que en el año 1883 había sido trasladada a la basílica de San Francisco el Grande de Madrid, se repuso en el año 2003 en su actual y original ubicación. Esta sillería, de madera de nogal, fue tallada en el siglo XVI por el segoviano Bartolomé Fernández, que también fue el creador de la sillería de la iglesia del monasterio de El Parral en Segovia.
Lo mejor, sin embargo, es el retablo, realizado a finales del siglo XV en alabastro policromado. Recrea una serie de diecisiete escenas bíblicas con un extraordinario detalle. Según parece, fue una obra ejecutada en Génova, de donde la mandó traer su donante, Juan II de Castilla, aunque otras fuentes apuntan a que fue labrado in situ por artistas de la escuela de Juan Guas durante la última década del siglo XV. Así podría demostrarlo la gran cantidad de desechos del mismo alabastro que el del retablo que se arrojaron al patio de Matalobos para terraplenar determinado lugar (algunos parcialmente labrados) y que han aparecido con motivo de recientes obras. Está perfectamente conservado, y recientemente ha sido objeto de una cuidadosa limpieza, que le ha devuelto todo su esplendor.

## Serie cartujana

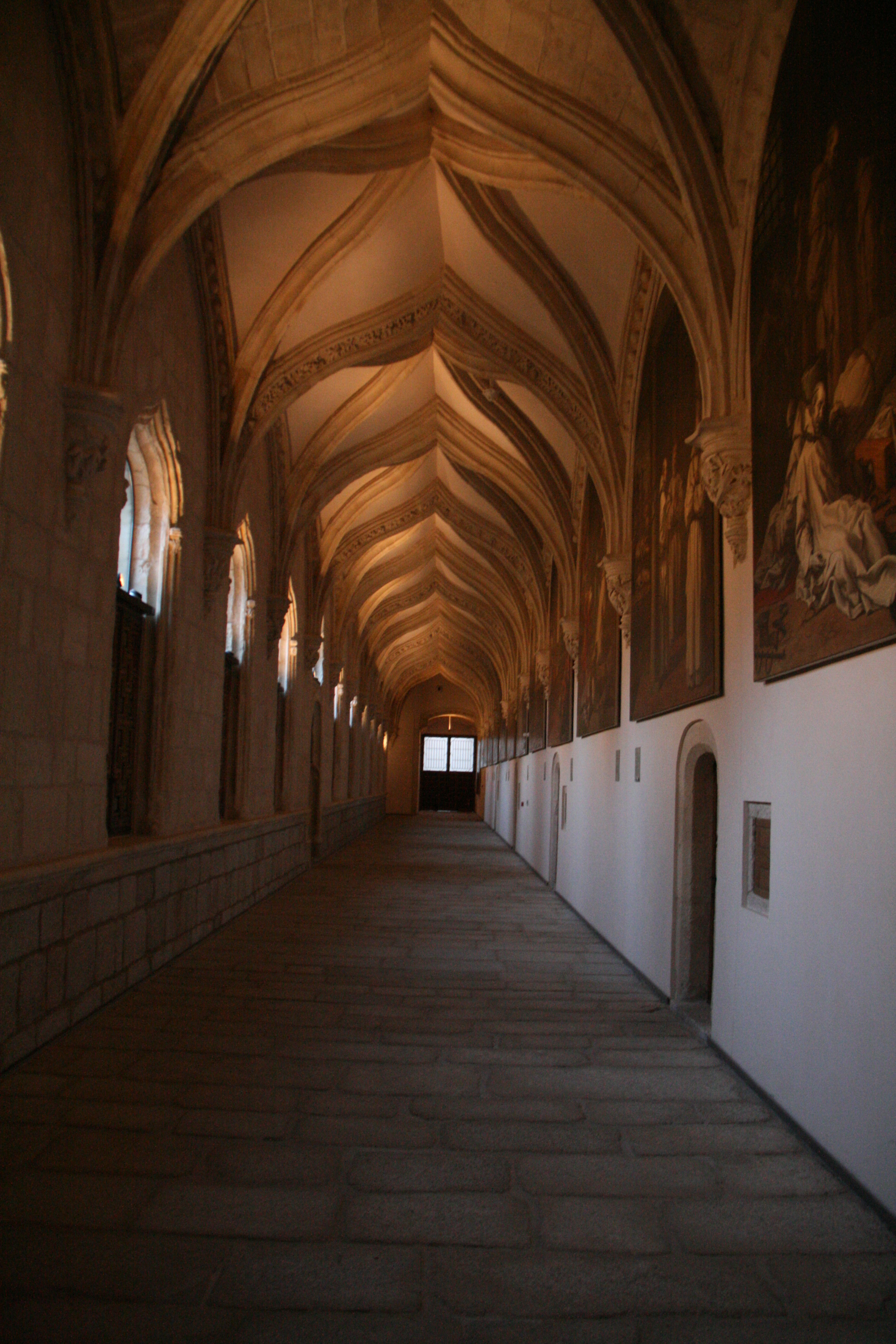
Interior del claustro con cuadros de Vicente Carducho.

Por encargo del prior Juan de Baeza, entre los años 1626 a 1632, Vicente Carducho —coetáneo de Velázquez y como él pintor regis— pintó para los 54 huecos del claustro del Paular otros tantos grandes cuadros sobre la vida del fundador de la orden, san Bruno de Colonia, así como la historia de la orden cartuja, que constituyen una página de gloria de la pintura universal. Tras la desamortización en 1835, fueron arrancados y repartidos entre diversos museos e instituciones, pero sorprendentemente se conservaron casi todos: 52. Los dos que faltan fueron quemados durante la Guerra Civil por los republicanos en Tortosa, Tarragona, en cuyo Museo Municipal se hallaban depositados.
Tras la devolución de los dos coros, obra de Bartolomé Fernández, que se custodiaban en la basílica de San Francisco el Grande de Madrid, quedaba la tarea de conseguir la restitución al claustro cartujo de los cuadros de Vicente Carducho. El Museo del Prado guardaba el mayor número de ellos, diecisiete, seguido del Museo Provincial de La Coruña, con catorce. En el verano de 2006 finalizó lo que parecía imposible: la restauración de los cincuenta y dos cuadros del ciclo. Ello se logró merced al tesón del estudioso alemán Werner Beutler, a la decisión de los responsables del Museo del Prado —en especial Leticia Ruiz—, y al ingente y perfecto trabajo llevado a cabo por las restauradoras del estudio ROA durante seis años. Téngase en cuenta que cada uno de los cincuenta y dos «mediopuntos» mide 3,45 × 3,15 metros, y que el estado de conservación de casi todos era deplorable. Tras las importantes obras de restauración y climatización del claustro, culminó, en el verano de 2011, el retorno de la serie cartujana de Vicente Carducho a su sitio, el claustro de la Real Cartuja de Santa María del Paular.
Sobre este tema existe una espléndida monografía publicada en español en 1998 por Werner Beutler: Vicente Carducho en El Paular (editorial Verlag Locher, Köln). En ella, el autor detalla la vida de Carducho, la historia de la cartuja del Paular, y estudia uno a uno —aportando reproducción fotográfica— todos los cuadros del ciclo, analizando sus vicisitudes hasta nuestros días, el tema del cuadro y sus características pictóricas. Esta obra ha sido completada con un opúsculo del mismo autor, titulado El retorno de Vicente Carducho a El Paular, editado en 2006 con texto en español y alemán; opúsculo en el que narra y actualiza la gran aventura que está a punto de culminarse. En efecto, el 28 de julio de 2011 fue reinaugurado el claustro mayor del Paular, una vez que fueron colocados cada uno de los cincuenta y dos «medio-puntos» en sus lugares de origen.

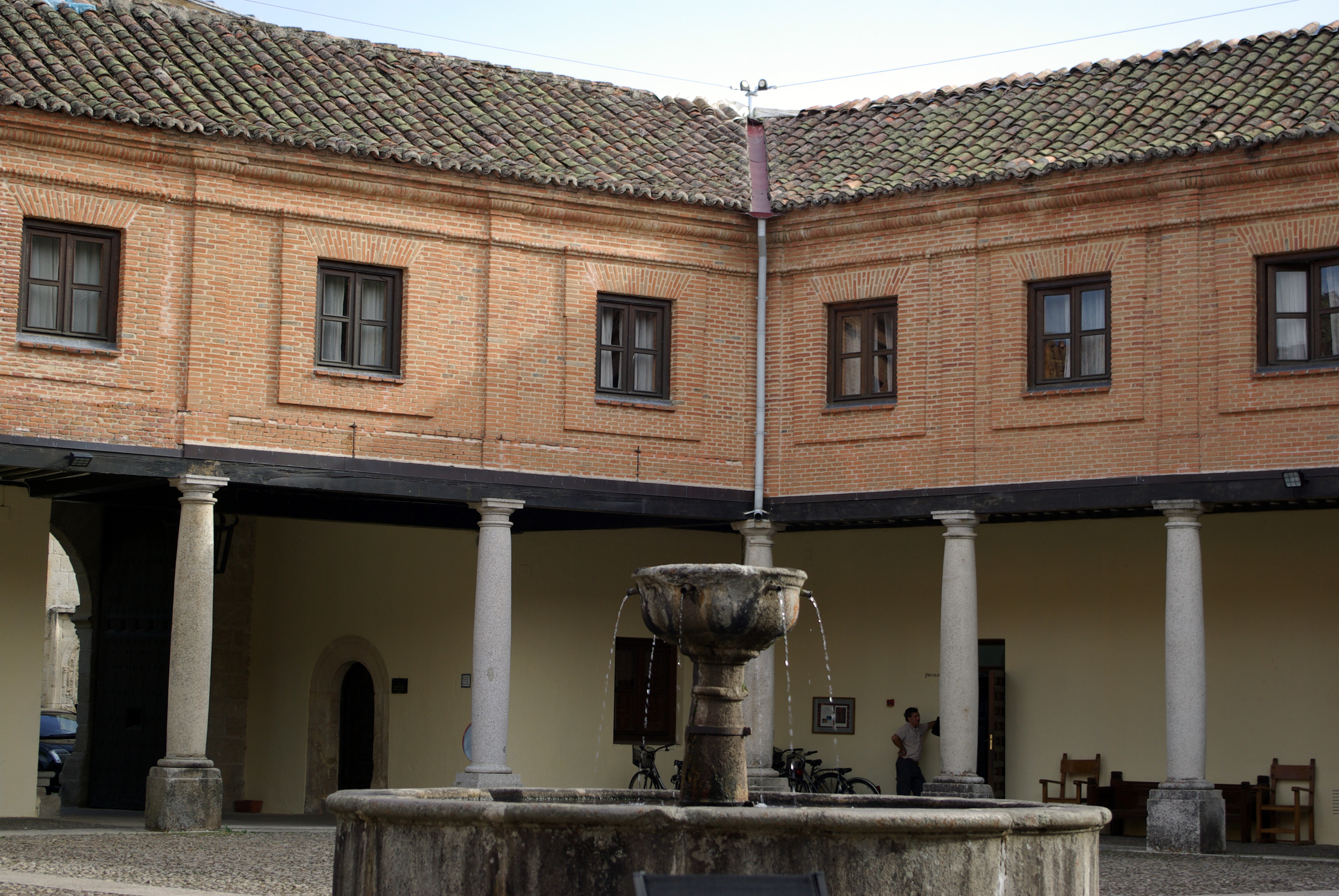
Fuente y galería porticada.

Es preciso considerar que la serie cartujana fue concebida como pintura mural, de modo que los lienzos se encontraban en origen clavados en una tablazón de madera, algo habitual en la época. Durante la desamortización se extrajeron de los muros del claustro y se trasladaron al Convento de la Trinidad, cuyas colecciones pasaron finalmente a integrar las del Museo del Prado. En la Trinidad se montaron en bastidores rectangulares, para lo cual se hicieron añadidos en los ángulos superiores, pintados de un color verde plano, desvirtuando totalmente la composición original. Cuando en el año 2001 el Museo del Prado acomete la restauración de la serie, Roa Estudio, empresa adjudicataria del trabajo, propone a la dirección del Museo la recuperación del formato de medio punto, eliminando los añadidos, y el Patronato del Museo aprueba tal propuesta. Gracias a este criterio básico, y a los laboriosos trabajos de restauración, ha sido posible la instalación de las pinturas en el mismo sitio donde estuvieron y para el que fueron creadas.
Varias versiones reducidas de estos cuadros, creídas modelos previos, se guardan en la Quinta de Selgas de Cudillero (Asturias), abierta al público como museo y gestionada por la Fundación Selgas-Fagalde.

## Capilla del Sagrario

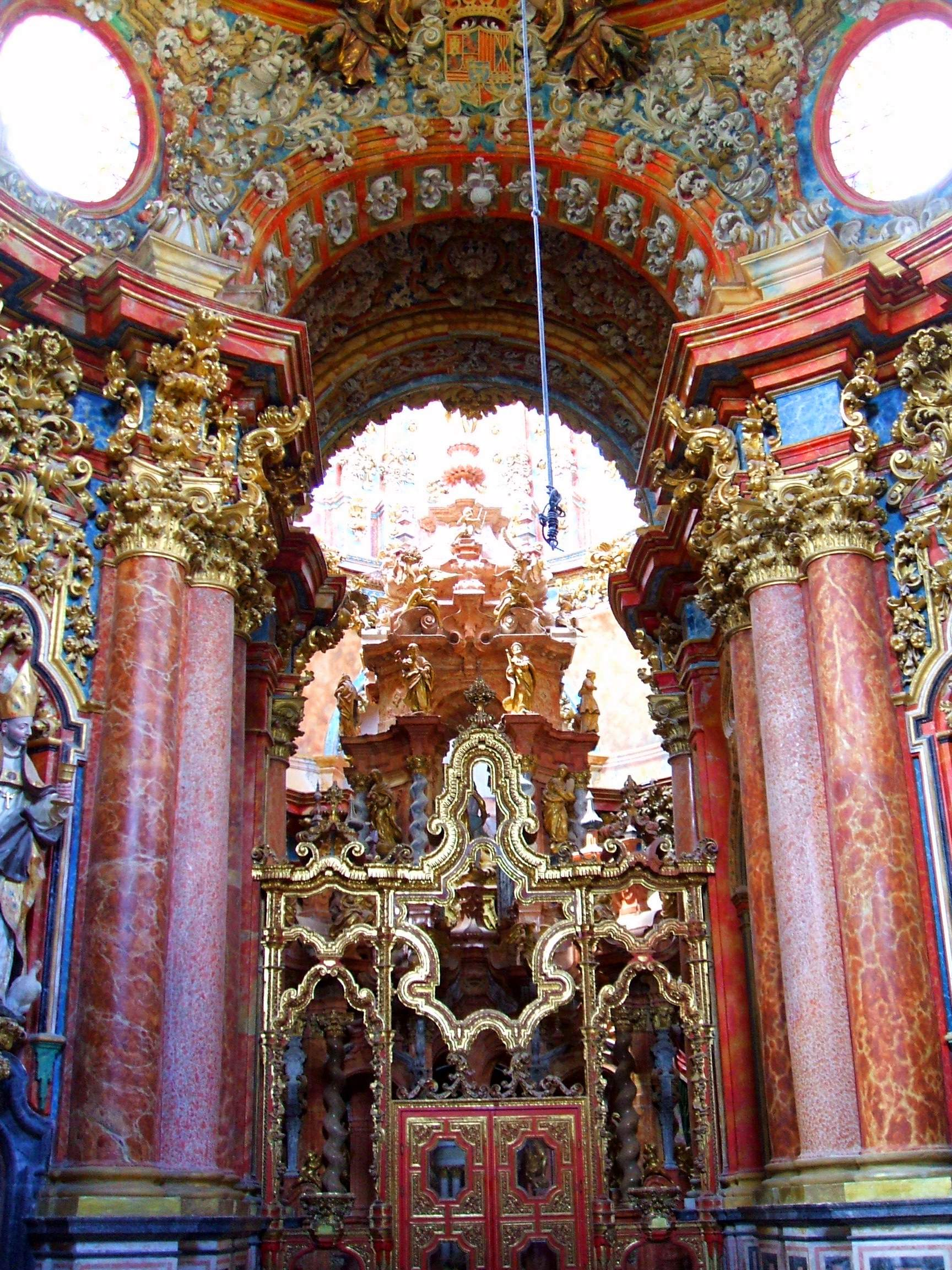
Capilla del Sagrario (o transparente).

Las capillas y el tabernáculo forman un conjunto que se comenzó en 1718, reformando la antigua capilla de forma ochavada que existía para la exposición y adoración del Santísimo. El autor del proyecto de conjunto fue el cordobés Francisco Hurtado Izquierdo, que ya en 1702 había realizado el Sagrario de la cartuja de Granada, y es una de las obras barrocas más bellas de España. Comprende por una parte el tabernáculo o transparente propiamente dicho, que es una estructura hexagonal que alberga un Sagrario monumental, construido en 1724 con mármoles de colores extraídos en canteras de Cabra, Priego de Córdoba, Granada y serranía de Córdoba. En él se colocaba una gran custodia barroca de 24 arrobas de plata, realizada por el cordobés Pedrajas y que ocupaba el centro del tabernáculo, desaparecida probablemente durante la «Francesada». Y por otra parte, una capilla octogonal con cuatro capillitas y tres altares. En ellas se conservan tallas representando a diversos santos: Santa Catalina, Santa Águeda, San Juan, Santa Lucía, Santa Inés (entre las de San Joaquín y Santa Ana), así como las de los santos cartujos: san Bruno de Colonia, san Nicolás Albergati, san Hugo de Lincoln, y san Antelmo. La mayoría de estas tallas se deben a Pedro Duque y Cornejo, también autor de la célebre sillería del coro de la catedral de Córdoba, con quien fueron contratadas el 20 de mayo de 1725. El resto son del vallisoletano Pedro Alonso de los Ríos. La parte pictórica, de la que hoy quedan pocos restos, la ejecutó, en 1723, el bujalanceño Antonio Palomino como final de su carrera.

## Sala capitular
Es una pieza rectangular cubierta con tres tramos de bóveda de ojivas. Durante la restauración del siglo XVIII, se colocó un falso entablamento adornado con angelotes y frutos policromados, así como con un escudo de Castilla en el muro occidental.
Posee un retablo también de estilo barroco, obra de José de la Torre (aunque algunos lo atribuyen a Churriguera), de 1701, con seis columnas salomónicas en el cuerpo central, adornado con angelotes y profusa vegetación. Presidía el retablo una bella estatua de San Bruno (hoy en la cercana iglesia de Rascafría) acompañado por San Hugo y San Antelmo, que siguen en sus respectivas hornacinas. Actualmente ocupa la capilla central del retablo una imagen de la Inmaculada que antiguamente estaba situada en la parte superior del arco de separación entre los coros de los hermanos y los monjes en la iglesia mayor del monasterio. En la parte central superior destaca la Crucifixión, de un gran dramatismo.

## Refectorio
El refectorio del monasterio es de estilo gótico, y en él sobresale el púlpito mudéjar. Está presidido por un magnífico calvario del siglo XV en madera acompañado de ángeles en vuelo que recogen con cálices la sangre que emana de las heridas de Jesucristo. El fondo pictórico, que representa una Jerusalén celestial, es del siglo XVII. Debajo del calvario, en el lugar para el que fue realizado y en calidad de depósito temporal del Museo Cerralbo, se sitúa un cuadro de Eugenio Orozco, de 1634, que representa la última cena en el momento que Jesús está diciendo a sus apóstoles ‘uno de vosotros me va a traicionar’, una copia del que Tiziano realizó para El Escorial.

## Actividad económica
Junto a la iglesia y el edificio del monasterio, los monjes cartujos poseían una extensa parcela de tierra que cultivaban con esmero y varios talleres artesanos. Durante siglos, los monjes de El Paular explotaron eficazmente la pesca en el río Lozoya, los bosques de los alrededores, rebaños de ovejas y dos batanes, uno para la sierra de madera y otro para fabricar papel. Desde el siglo XV al siglo XIX casi todo el valle del Lozoya dependió en gran parte de la actividad agrícola, industrial y comercial del monasterio. Disponía asimismo de otros dos importantes núcleos de actividad económica, en Getafe y en Talamanca de Jarama, donde dispusieron un importante complejo agrario que actualmente y desde hace bastantes décadas se utiliza como plató cinematográfico.
En el siglo XVII trabajaban en el batán del papel cuarenta obreros, y en él se fabricaron los pliegos de papel en los que —en el taller de Juan de la Cuesta, en 1604— se imprimió la edición príncipe del Quijote. En el lugar donde se levantaba este batán existió hacia 1950 un albergue de la Sección Femenina, del que no quedan hoy más que ruinas. Lo que aún puede observarse, junto a una alameda que termina en el puente del Perdón, son los restos de los estanques y caceras que abastecían de agua a estos molinos.

## Galería de imágenes

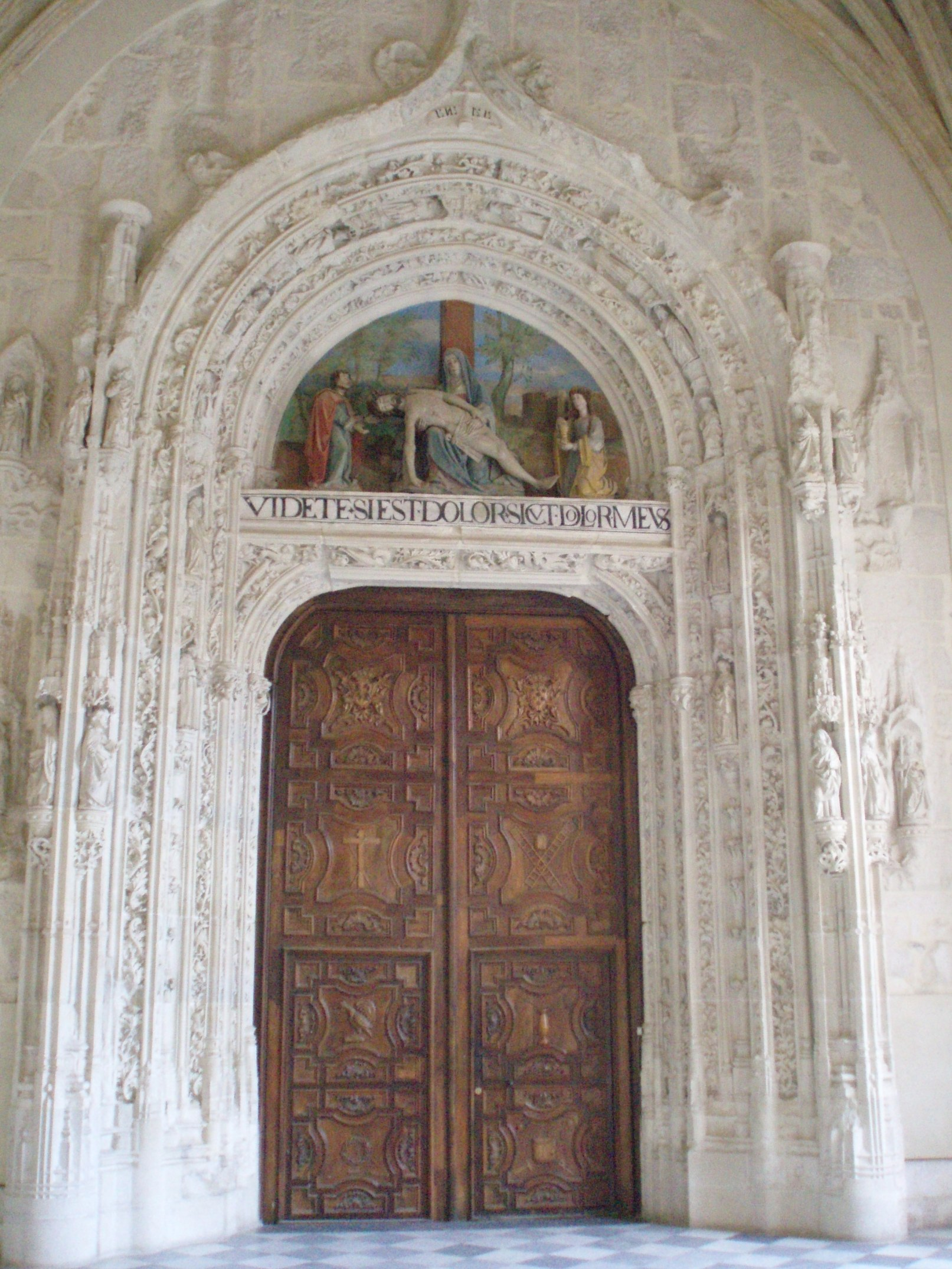
Entrada gótica de transición al estilo Reyes Católicos
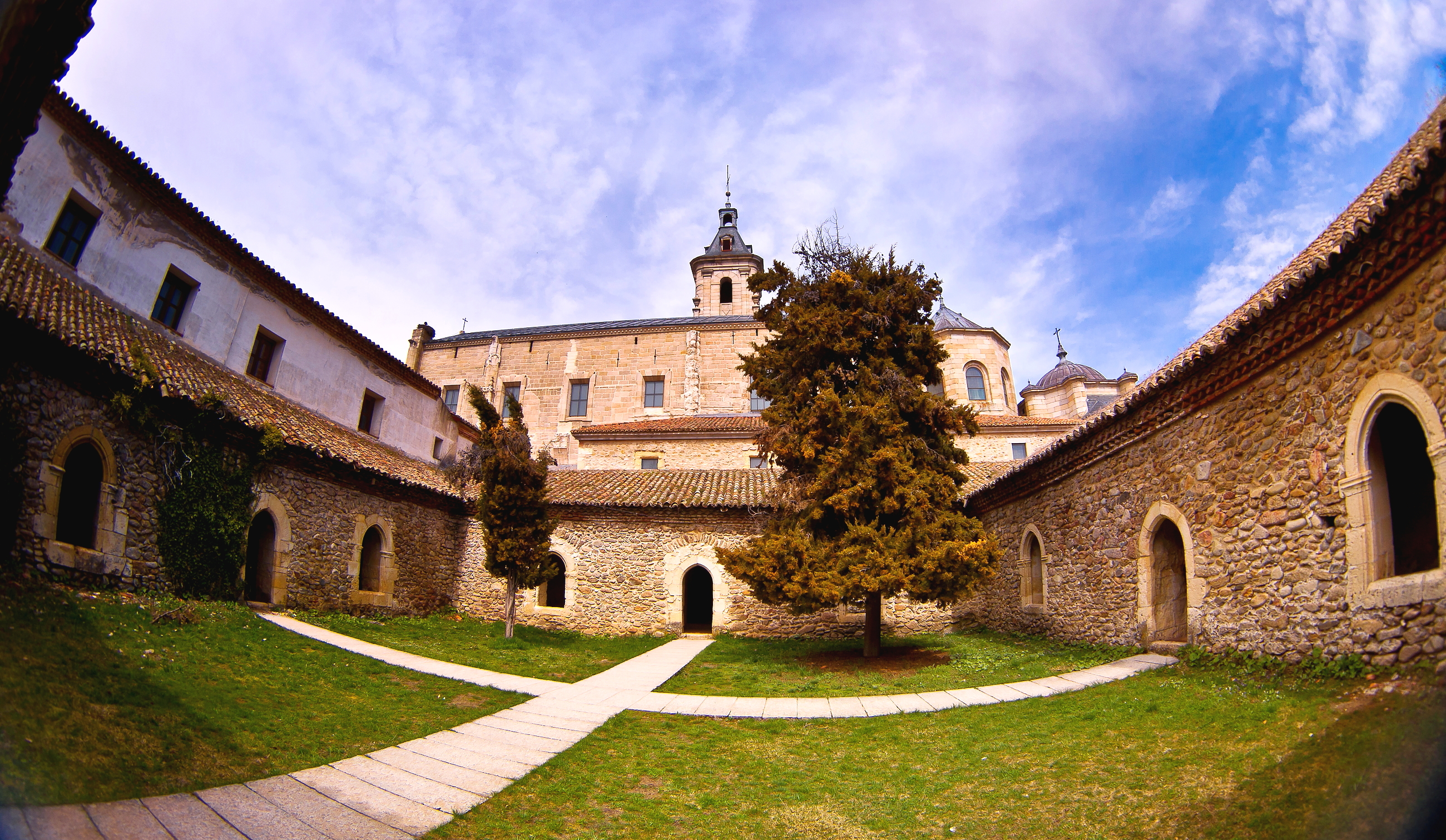
Vista del interior
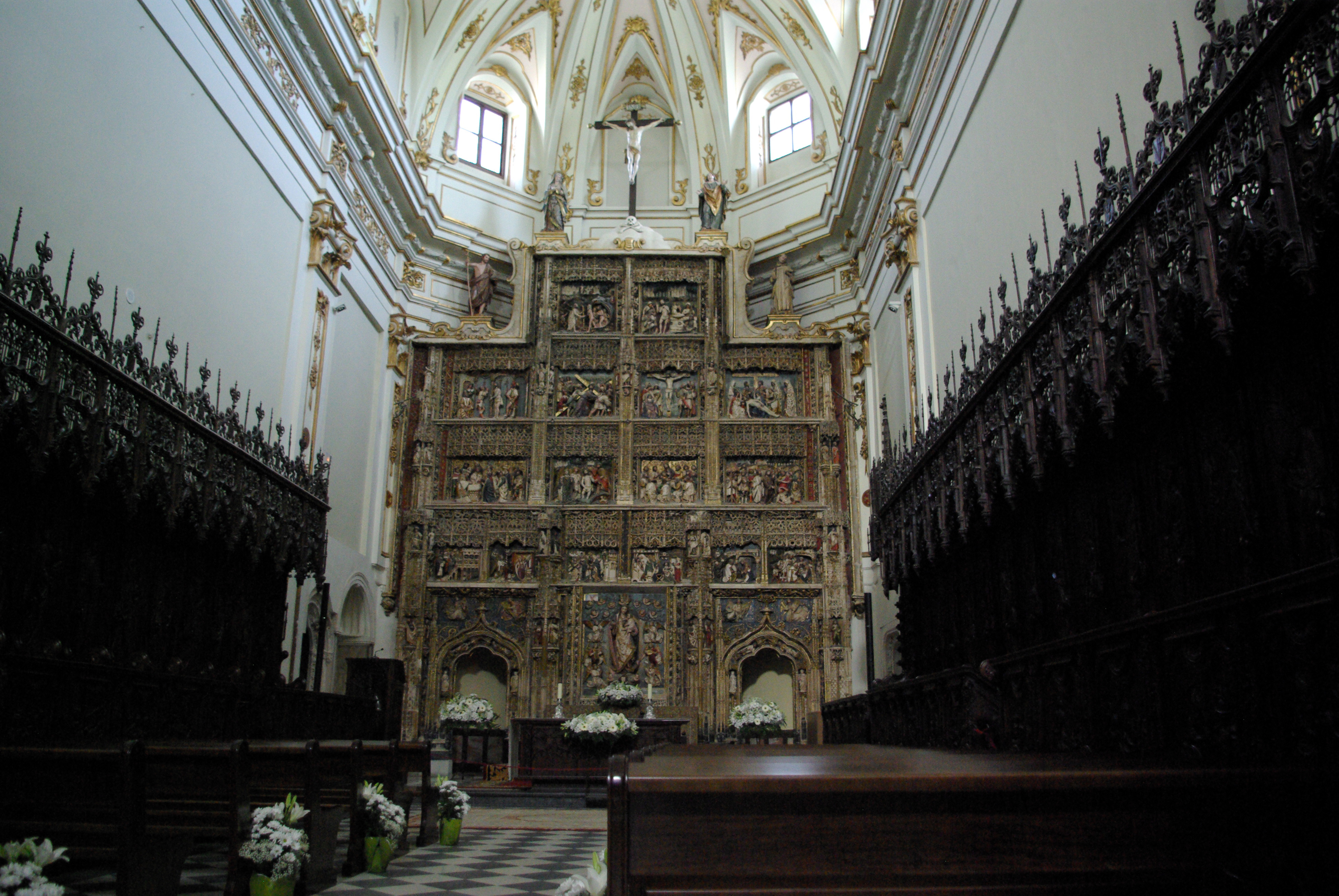
Retablo mayor y sillería del coro
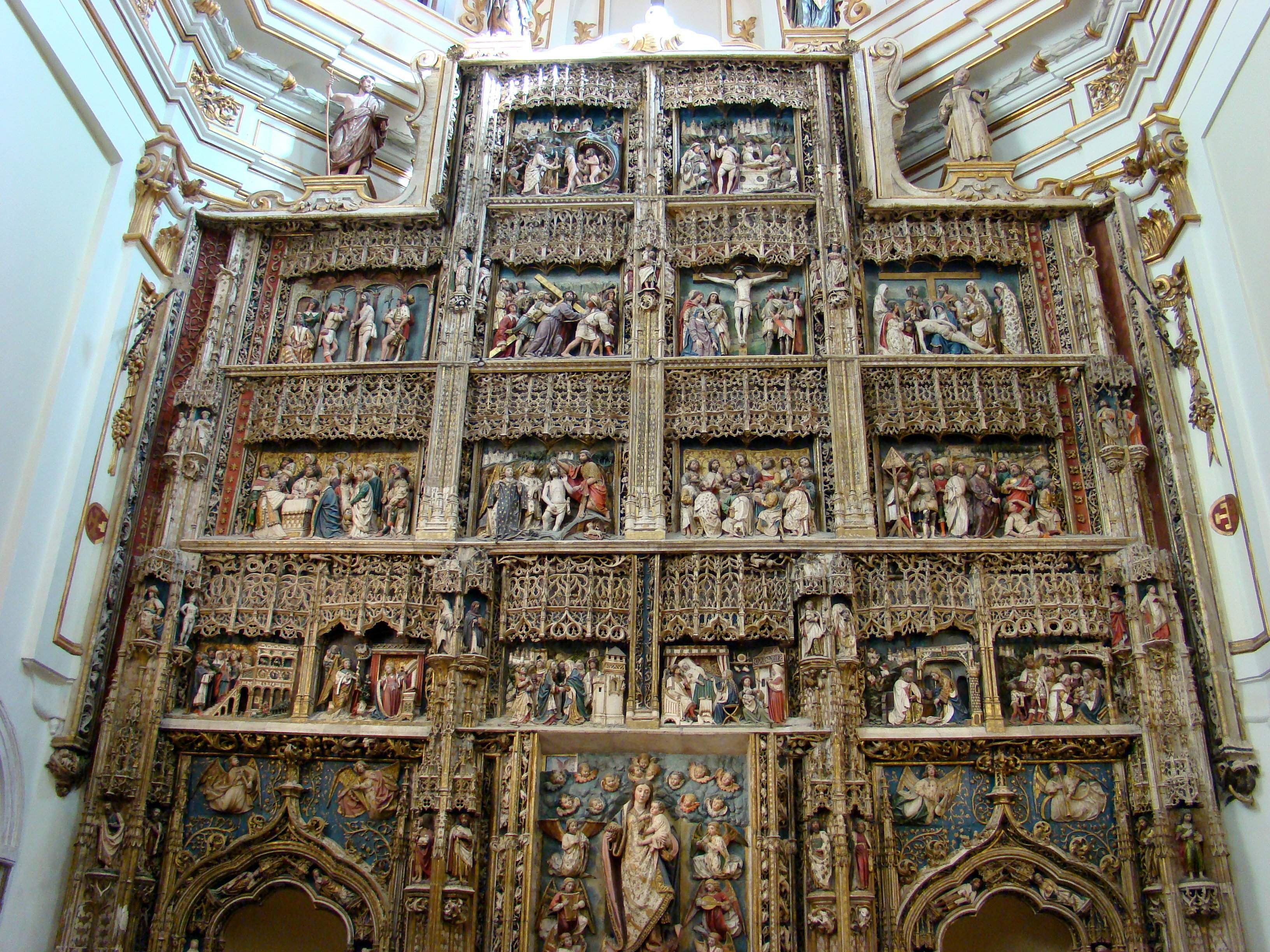
Detalle del retablo mayor de El Paular
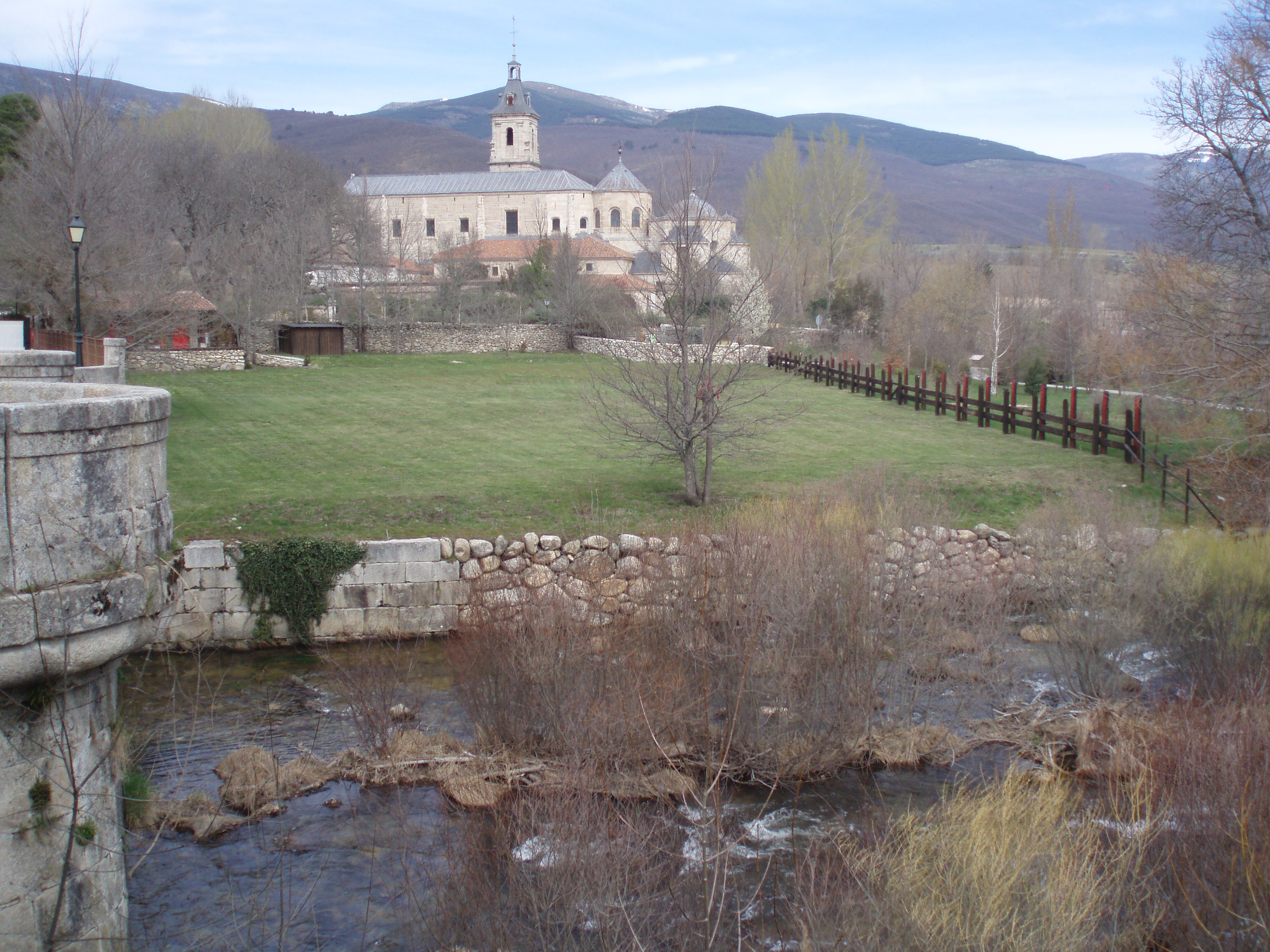
Desde el puente del Perdón
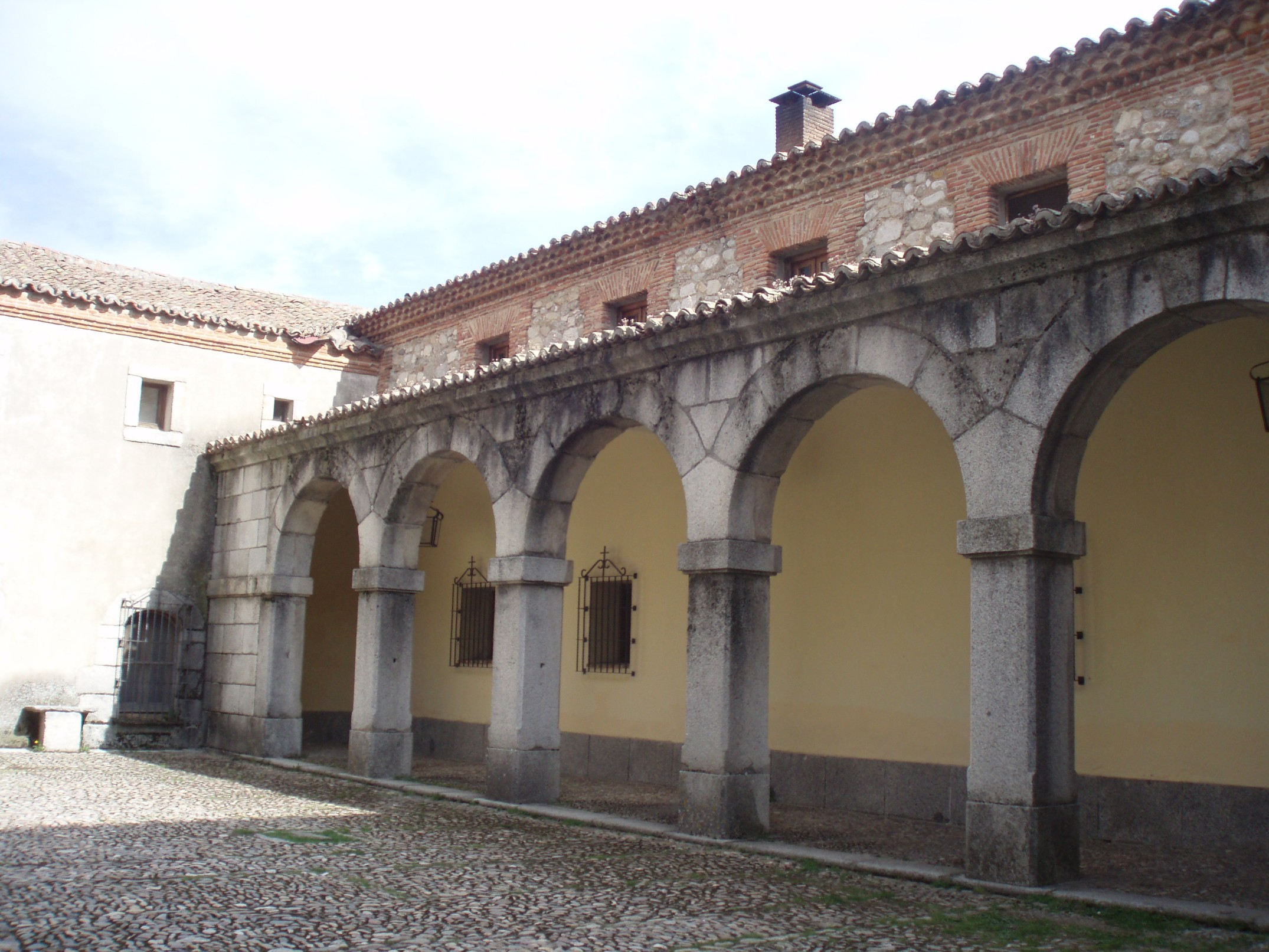
Claustro que da a la entrada de la iglesia
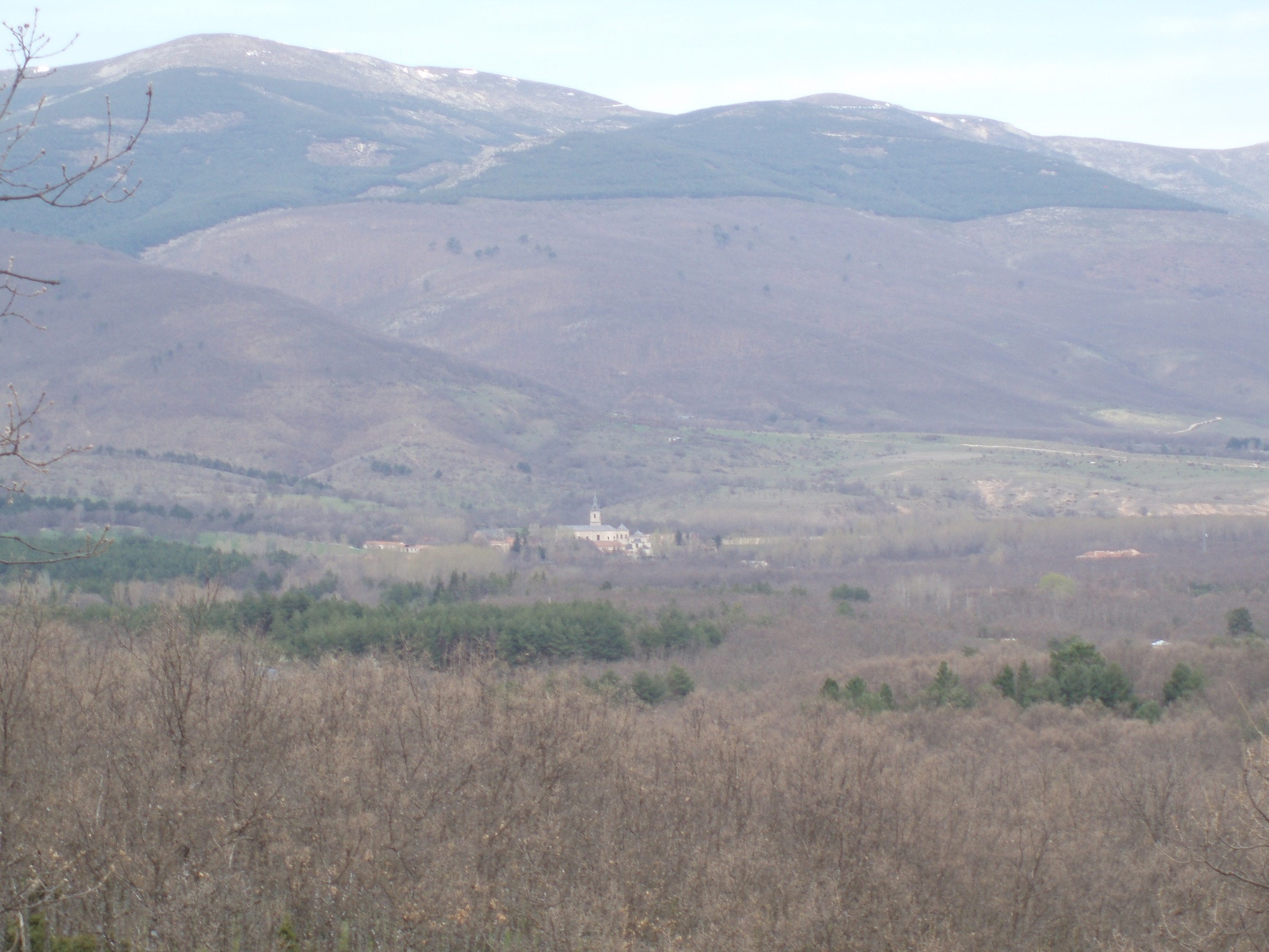
El monasterio se integra en el paisaje montañoso que ofrece el valle del Lozoya

## SigloXVIII
En el Siglo de las Luces, el monasterio fue visitado por Gaspar Melchor de Jovellanos, que realizó un retiro pernoctando en celda. La estancia le permitiría escribir Epístola de El Paular.

## Desamortización

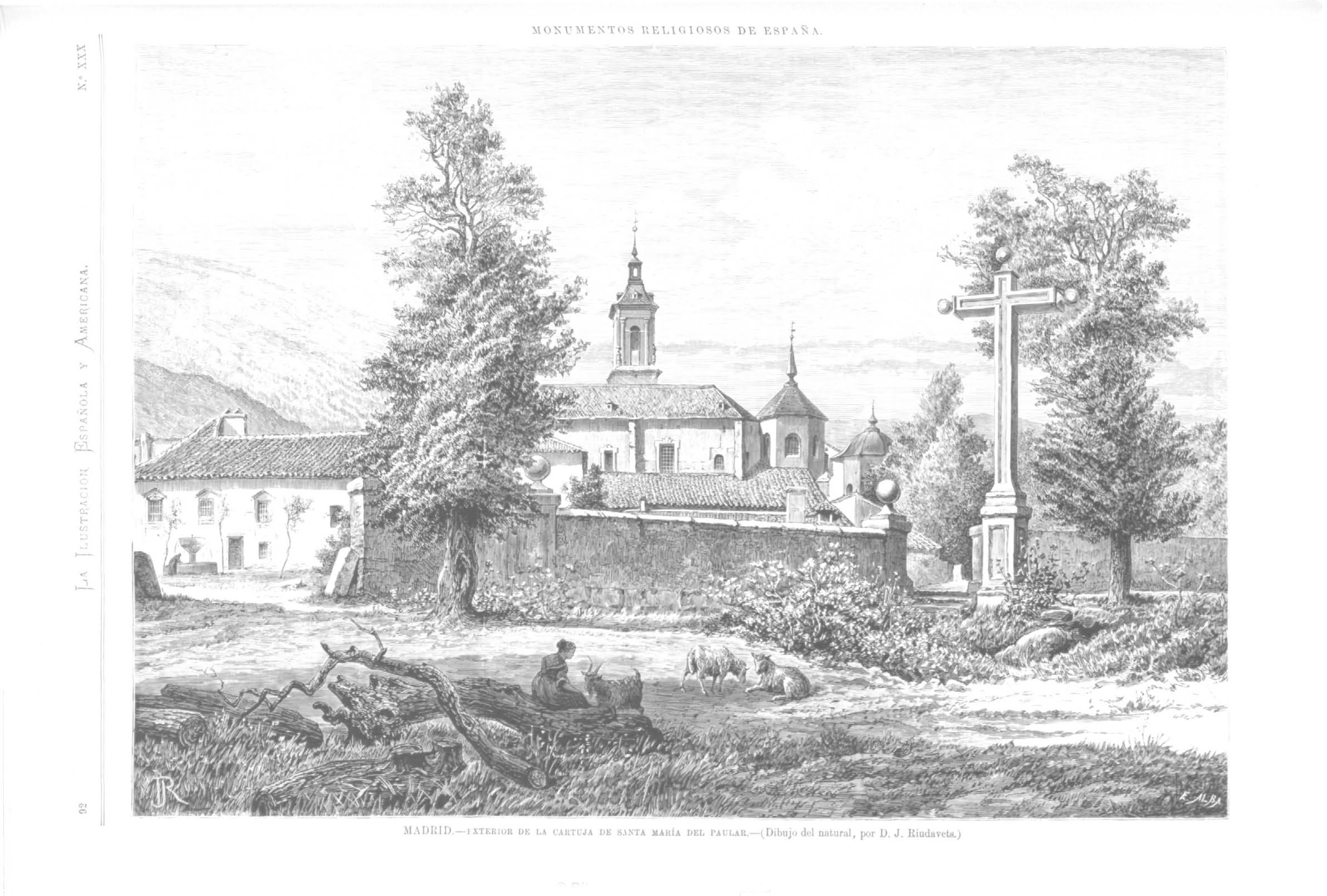
Vista del monasterio en 1878 en un grabado realizado a partir de dibujo del natural de José Riudavets y Monjó.

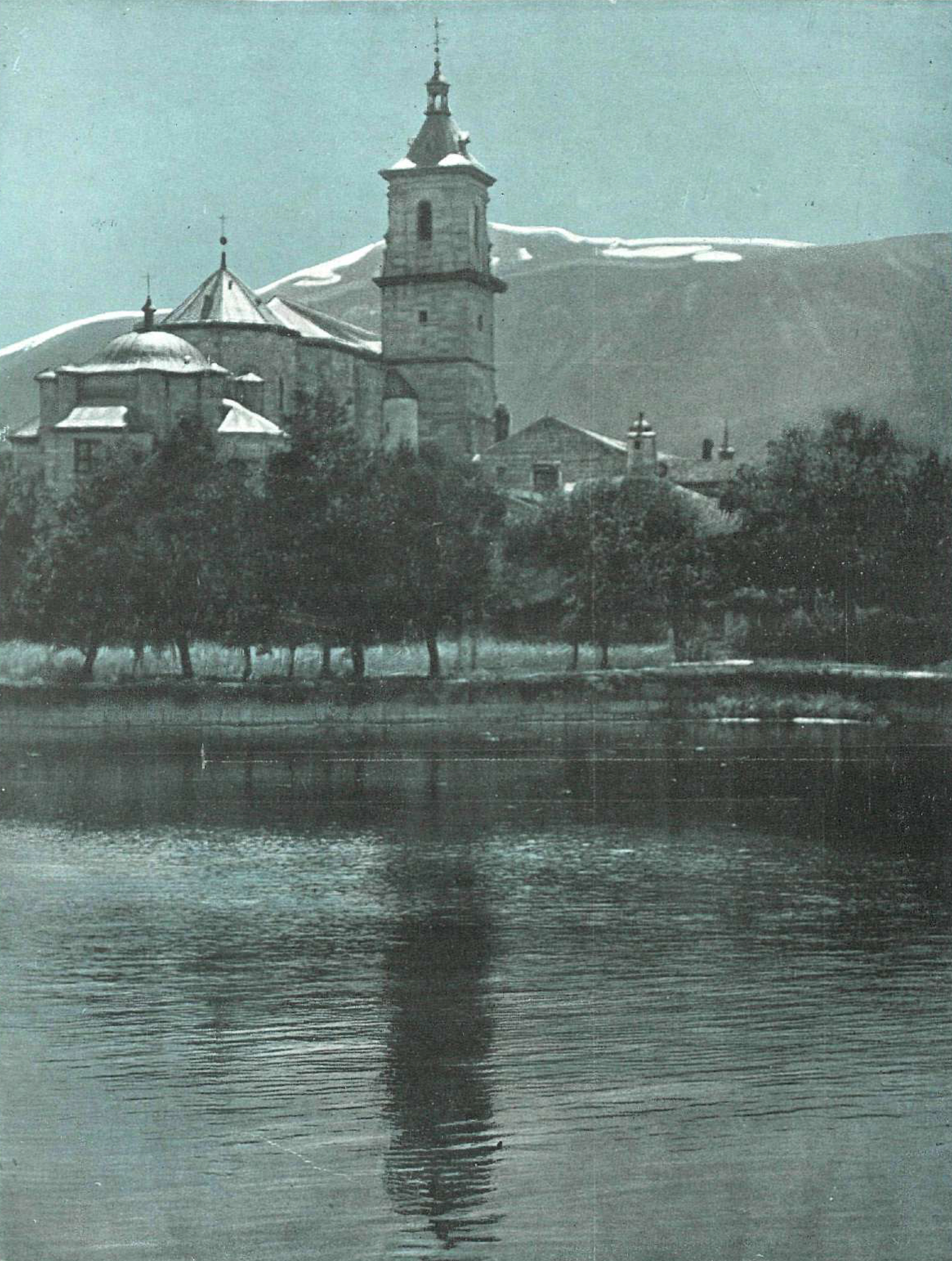
Vista del monasterio del Paular (La Esfera, 1928)

En 1835 la desamortización de Mendizábal afectó de lleno al monasterio y la orden cartuja fue exclaustrada. Buena parte de las obras de arte que el monasterio contenía se perdieron entonces, como, por ejemplo, los retablos y altares que decoraban las paredes de la iglesia y los miles de libros que albergaba su magnífica biblioteca. Ya sin monjes que ocupasen el claustro, en 1876, poco después de que Alfonso XII ascendiese al trono, el gobierno declaró al Real Monasterio de Santa María de El Paular como Monumento Nacional, lo que, probablemente, salvó al edificio de la ruina total.

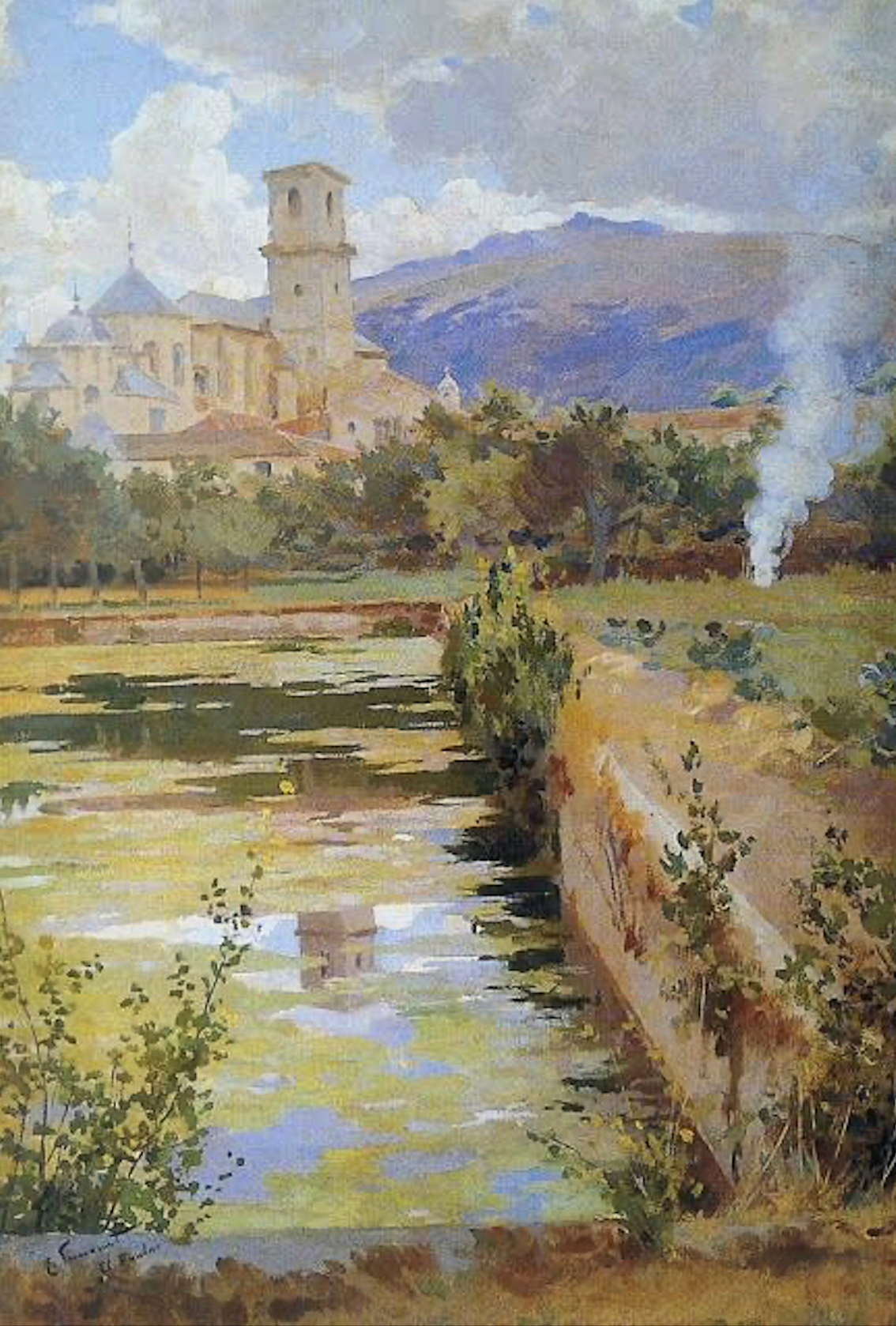
Estanque de El Paular (1921-1923), de Enrique Simonet.

En 1918, la Dirección General de Bellas Artes creó la «Escuela de Pintores del Paular», dirigida por diferentes personalidades, destacando la labor de Enrique Simonet, que becaba la estancia de pintores durante los meses de verano en las antiguas celdas. Por entonces, esas celdas medio derruidas cobijan en verano también a hombres como el historiador Ramón Menéndez Pidal o el poeta Enrique de Mesa, y el monasterio comienza a ser el centro neurálgico de la actividad científica y montañera de los hombres de la Institución Libre de Enseñanza, fundada por Francisco Giner de los Ríos. Y al calor de esta, en 1913 se fundó la Real Sociedad Española de Alpinismo Peñalara, que hará de la torre entonces desmochada del Paular emblema de su revista mensual. Por el Monasterio pasó también Pío Baroja, y le sirvió de inspiración para Camino de perfección (pasión mística) (1902) y para el poemario Canciones del suburbio: 

«En aquel claustro romántico
 
del convento del Paular
 
hemos discutido mucho
 
de Schopenhauer y Kant,
 
de la vida, del misterio
 
del más acá y más allá.
 
Alguno que nos escucha
 
llega en su animosidad

a decirnos que perdemos
 
el tiempo sin más ni más.

………………………………

Nada debe de importarnos.
 
Está bien el divagar

y el perder un poco el tiempo

en discutir con afán
 
en este claustro romántico
 
del convento del Paular.»

En 1954 el gobierno del general Franco cedió el monasterio en usufructo a la orden benedictina (en la escritura de cesión a los benedictinos se dice textualmente: «al no haberse podido hacer cargo de ella la orden de los cartujos»). Y según ello, vinieron doce monjes procedentes de la abadía de Valvanera, en La Rioja, queriendo hacer del Paular un centro de expansión de religiosidad y de cultura desde el espinazo de España. Comienza entonces un plan de restauraciones que continúa en la actualidad.  Ocho monjes de la orden de San Benito mantienen hoy vivo el viejo cenobio.
Esta comunidad benedictina creó una destilería para fabricar los típicos licores de esta orden, así como una fábrica de quesos que aprovechaba la leche del ganado vacuno del Valle del Lozoya.

## El Paular hoy

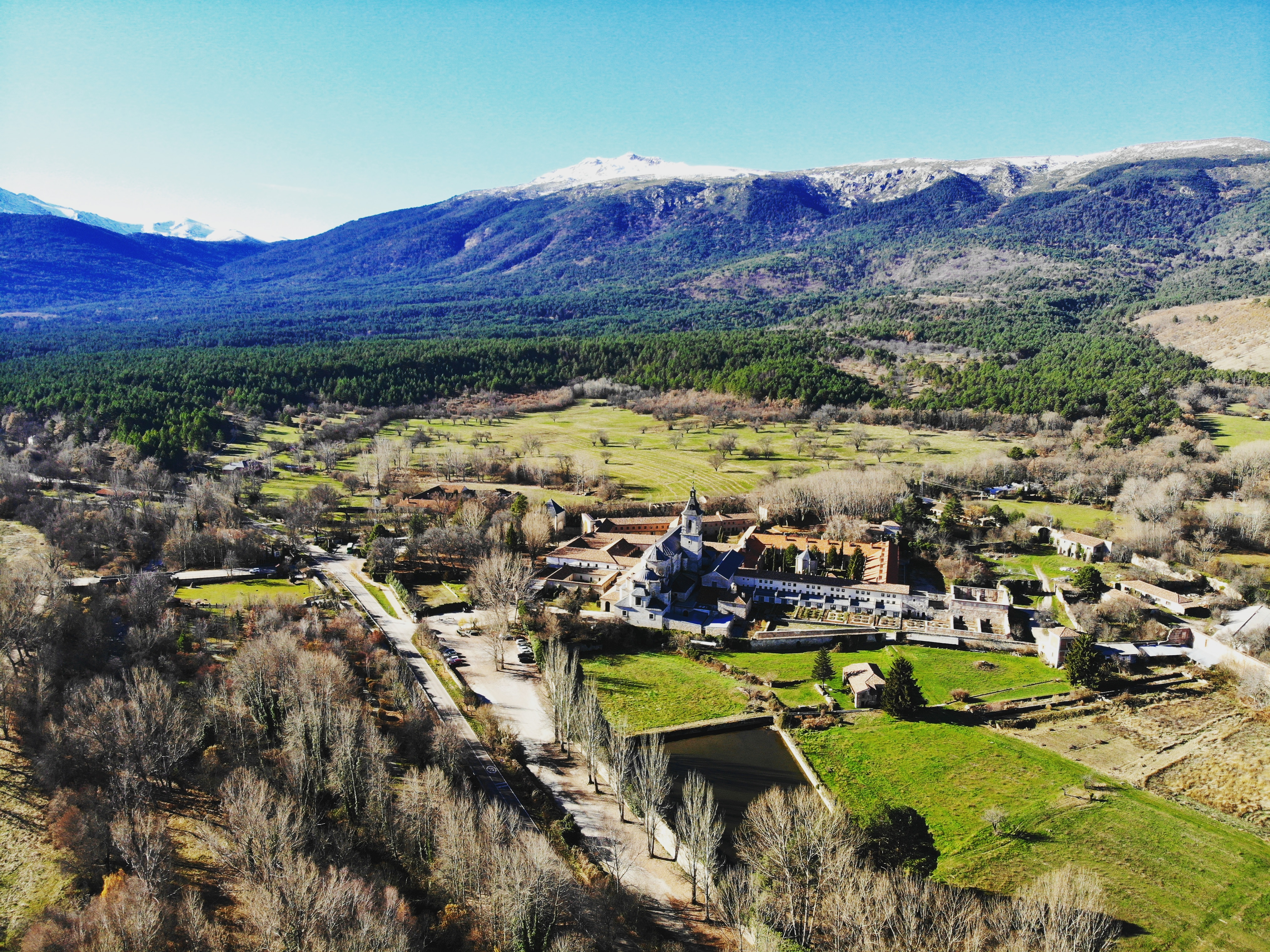
Vista aérea del monasterio.

En la actualidad el monumento está catalogado como Bien de Interés Cultural, en categoría de Monumento Histórico Artístico Nacional, dentro del Plan Nacional de Paisaje Cultural: El Paisaje de El Valle de El Paular. Tras la importante labor de restauración e investigación arqueológica llevada a cabo por el Ministerio de Cultura y la Comunidad de Madrid en el conjunto monástico (desde que en 1996 se redacta el Plan Director de Intervención Integral) se han resuelto los problemas que afectaban al soporte físico, se ha mejorado su funcionalidad y se han puesto en valor los bienes muebles y elementos singulares que contienen. Continua en un proceso de actualización y restauración de instalaciones y dependencias dentro del marco de su adecuación paisajística.
Está abierto al público, pudiéndose realizar diferentes tipos de visita: visitas autoguiadas a la zona del Claustro Mayor donde se expone la obra pictórica Serie cartujana de Vicente Carducho. También es posible realizar la visita guiada a diferentes dependencias como la Iglesia, Sala capitular, Tabernáculo o Refectorio entre otras, siendo los monjes benedictinos los encargados de realizar la visita guiada.
El entorno de El Paular es privilegiado desde un punto de vista natural, forma parte del parque nacional de la Sierra de Guadarrama. Tanto el monasterio de Santa María de El Paular, como sus alrededores son destino habitual de los habitantes de Madrid para escapar de la ciudad. Frente al monasterio se encuentra el arboreto Giner de los Ríos y el puente del Perdón, construido en el siglo XVIII, que salva el curso del río Lozoya. Al hecho de estar rodeado por montañas que superan los dos mil metros de altura, se suma la generosa vegetación que tapiza el fondo del valle, compuesta por árboles de hoja caduca tales como robles, fresnos o álamos.
Paseando al atardecer por el fondo del valle, entre el Lozoya y la tapia de la antigua cartuja, resuenan aún los versos de un monje del Paular:

Todavía hay un valle

y una tarde serena.

Y lejos, una campana

que suena en la serena

tarde, todavía.

Este, entre otros poemas, queda recogido en la antología de poemas y leyendas que publicó en 1979 Ildefonso M. Gómez, benedictino proveniente de Valvanera, prior del monasterio durante treinta y tres años y fallecido en 2010.